# Amitav Ghosh
Amitav Ghosh (født 1956 i Kolkata (tidligere Calcutta), Indien) er en engelsksproget forfatter.
Han bor i New York med sin kone, Deborah Baker, der er forfatter til en biografi om Laura Riding In Extremis: The Life of Laura Riding (1993). De har to børn, Lila and Nayan.

## Bøger
- 2008 – Sea of Poppies
- 2004 – The Hungry Tide
- 2000 – Glaspaladset / The Glass Palace
- 1996 – Calcutta-kromosomet / 1995, The Calcutta Chromosome
- 1990 – The Shadow Lines
- 1986 – The Circle of Reason

## Essays
- 2002 – The Imam and the Indian
- 1999 – Countdown
- 1998 – Dancing in Cambodia, At Large in Burma
- 1992 – In an Antique Land